# ترجمة تصنيف التفضيلات
ترجمة تصنيف التفضيلات هي تقنية رياضية يستخدمها خبراء التسويق لتحويل التفضيلات المحددة إلى احتمالات شراء، أي إلى تقدير لسلوك الشراء الفعلي.  حيث تأخذ هذه التقنية بيانات الاستقصاء الخاص بتفضيلات المستهلكين وتحولها إلى احتمالات شراء فعلية.
إذ من الممكن أن يطرح الاستقصاء أسئلة باستخدام مقياس تصنيف مثل:
يرجى تقييم المنتجات التالية من 1 (الأكثر تفضيلاً) إلى 5 (الأقل تفضيلاً).
___ المنتج أ
___ المنتج ب
___ المنتج ج
___ المنتج د
___ المنتج هـ
وسوف يقوم باحث التسويق بإعادة تحديد القيم العددية خلال عملية التجميع أو التقنين. إن 1 سيصبح 5، و2 سيصبح 4، و4 سيصبح 2، و5 سيصبح 1، و3 سوف يبقى كما هو. وبهذه الطريقة سوف تتطابق القيم الأكبر مع التفضيلات الأكبر.
ثم يستخدم الباحث إحدى تقنيات اختزال البيانات مثل تحليل العوامل للحصول على النتائج الكلية. ولتحويل هذه التصنيفات الكلية إلى احتمالات شراء، فإن كل فئة (في هذه الحالة، كل منتج) سوف يتم ترجيحها بمعامل ترجمة. ويتم تحديد هذه الترجيحات مسبقًا.
وفيما يلي مخطط الترجيح النموذجي:

الخيار الأول = 75%

الخيار الثاني = 17%

الخيار الثالث = 6%

الخيار الرابع = 2%

الخيار الخامس = 0%
تتنوع مخططات الترجيح بتنوع المتغيرات التي يتم قياسها.
يوضح الجدول البياني التالي طريقة العمل:
|           | النتيجة | الرتبة | الترجيح | الاحتمالية |
| المنتج أ  | 6.4     | الثاني | .17     | 1.1        |
| المنتج ب  | 5.1     | الرابع | .02     | .1         |
| المنتج ج  | 8.7     | الأول  | .75     | 6.5        |
| المنتج د  | 4.3     | الخامس | 0       | 0          |
| المنتج هـ | 5.5     | الثالث | .06     | .3         |

تتضمن ترجمات قصد/تصنيف الشراء الأخرى تحليل اللوغاريتم وترجمة مقياس القصد.